# Pseudothelphusa galloi
Pseudothelphusa galloi is een krabbensoort uit de familie van de Pseudothelphusidae. De wetenschappelijke naam van de soort is voor het eerst geldig gepubliceerd in 1990 door Alvarez & Villalobos.